# Eduardo Morante
Eduardo Javier Morante Rosas (1 de junio de 1987, Vinces, Los Ríos, Ecuador) es un exfutbolista ecuatoriano. Jugó de defensa central y su último equipo fue el Fuerza Amarilla.

## Trayectoria

### Inferiores
Él estuvo entrenando con el profesor George Almeida "chivirico" en la escuela del profesor que le enseñó bien Jugó en Aucas de Quito el 2003 en la Sub-16, y el 2004 y 2005 en la Sub-18. El 2006 se unió a Emelec, ese año jugó en la sub-19 y un partido en primera, el 2007 lo hizo en la sub-20, el 2008 formó parte del equipo de primera jugando un partido, y el 2009 juega en la sub-20 y nuevamente un partido en primera.

### Emelec
Debutó en primera en la victoria 3-0 ante Deportivo Azogues, el 13 de octubre de 2006 en el Estadio Jorge Andrade Cantos. También jugó un partido en primera el 2008 y uno el 2009.
El 2010, con Jorge Sampaoli de técnico, se ganó la titularidad en el primer plantel de Emelec. Gracias a sus destacadas actuaciones en el ámbito local e internacional fue convocado a la selección de Ecuador. El 2010 y 2011 fue subcampeón de Ecuador, además de ambos años estar nominado a mejor defensa del campeonato.

### Universidad de Chile
El año 2012 firmó con Universidad de Chile de Jorge Sampaoli, El primer semestre del 2012 se lesionó, jugando solo un partido en el Apertura 2012 chileno, torneo que ganó su club consiguiendo el tricampeonato. Volvió a las canchas el 16 de julio anotando un gol. El 12 de septiembre anotó su segundo gol con la camiseta azul en un partido válido por la Copa Chile contra Santiago Morning, el partido finalizó 3-3.
El 8 de noviembre se oficializa el préstamo por un año a LDU, debido a su paupérrimo rendimiento. Morante era hasta ese momento el jugador más caro que había llegado a la Universidad de Chile, y con ese préstamo se pretendió recuperar algo del dinero que se invirtió en él.
En el primer semestre del 2014 regresa a Universidad de Chile después del préstamo a LDU y parte a préstamo a Deportivo Cuenca.

## Selección nacional
Ha sido internacional con la Selección de fútbol de Ecuador en 2 ocasiones. Su debut fue el 11 de noviembre de 2011 ante Paraguay, en la derrota 1-2 en el Defensores del Chaco, por la tercera fecha de las Eliminatorias Sudamericanas al Mundial Brasil 2014.

### Eliminatorias Mundialistas
| Mundial                                                          | Sede   | Año  |
| ---------------------------------------------------------------- | ------ | ---- |
| Clasificación de Conmebol para la Copa Mundial de Fútbol de 2014 | Brasil | 2014 |

## Clubes
| Club                 | País    | Año         |
| -------------------- | ------- | ----------- |
| Emelec               | Ecuador | 2006 - 2011 |
| Universidad de Chile | Chile   | 2012        |
| Liga de Quito        | Ecuador | 2013        |
| Deportivo Cuenca     | Ecuador | 2014        |
| CD El Nacional       | Ecuador | 2015        |
| Mushuc Runa SC       | Ecuador | 2016        |
| Fuerza Amarilla      | Ecuador | 2017        |

## Palmarés

### Campeonatos nacionales
| Título           | Club                 | País  | Año    |
| ---------------- | -------------------- | ----- | ------ |
| Primera División | Universidad de Chile | Chile | 2012-A |